# Tshotlego Morama
Tshotlego Morama, sinh ra ở Lethakane năm 1987, là một vận động viên chạy nước rút Motswana Paralympic.
Đại diện cho Botswana tại Paralympic Mùa hè 2004 ở Athens, cô đã giành được vàng trong cuộc đua nước rút 400m của nữ trong hạng mục khuyết tật T46, lập kỷ lục thế giới mới trong quá trình, với thời gian 55,99. Cô vẫn là vận động viên duy nhất từng đại diện cho Botswana tại Paralympics.
Morama cũng giành được vàng tại Đại hội Thể thao toàn châu Phi năm 2007, lập kỷ lục châu Phi mới ở nội dung 200 mét nữ.
Morama là do đại diện Botswana một lần nữa tại Paralympic Mùa hè 2008 ở Bắc Kinh, nhưng cuối cùng không thi đấu, đã rút lui trước Thế vận hội vì chấn thương.